# デンマークサッカー協会
デンマークサッカー協会（デンマークサッカーきょうかい、デンマーク語: Dansk Boldspil-Union, 英語: Danish Football Association）は、デンマークのサッカーを統括する競技運営団体。略称はDBU。サッカーデンマーク代表やサッカーデンマーク女子代表等を組織し、デンマーク・スーペルリーガ、デンマーク・ファーストディビジョンを管理・運営する。2008年以降はデンマークのフットサルの運営も担っている。
1904年のFIFA創立時から名を連ねる8協会のひとつ。

## スポンサー
デンマークサッカー協会は2009年12月21日、現在の代表チームの主要スポンサーであるアーラ・フーズ、ドン・エナジーとの契約を2014年夏まで延長すると発表した。アーラ・フーズは、デンマークのMDフーズとスウェーデンのアーラが2000年に合併して誕生したスカンジナビア最大の乳製品メーカーで、オーフスに本店がある。ミルクやバターなどを生産し、世界各地で輸入・販売を行なっている。
一方のドン・エナジーは、デンマーク国内の電力の半分以上をまかなう国内最大の電力会社で、本店はコペンハーゲンにある。
スポンサーの推移
1978年1月-1986年12月　カールスベア（カールスバーグ)、
1987年1月-1990年12月　乳製品組合、
1991年1月-1992年12月　乳製品組合、
1993年1月-1994年12月　乳製品組合、
1995年1月-1998年6月　乳製品組合、
1998年8月-2000年7月　MDフーズ、
2001年8月-2004年7月　MDフーズ/アーラ、
2004年8月-2008年7月　アーラ・フーズ、ドン、
2008年8月-2010年7月　アーラ・フーズ、ドン・エナジー、
2010年8月-2014年7月　アーラ・フーズ、ドン・エナジー